# Hamaam
Hamaam (Hebreeuws: חמאם, Arabisch: الحمام) is een dorp in de regionale raad van al-Batuf.

## Galerij

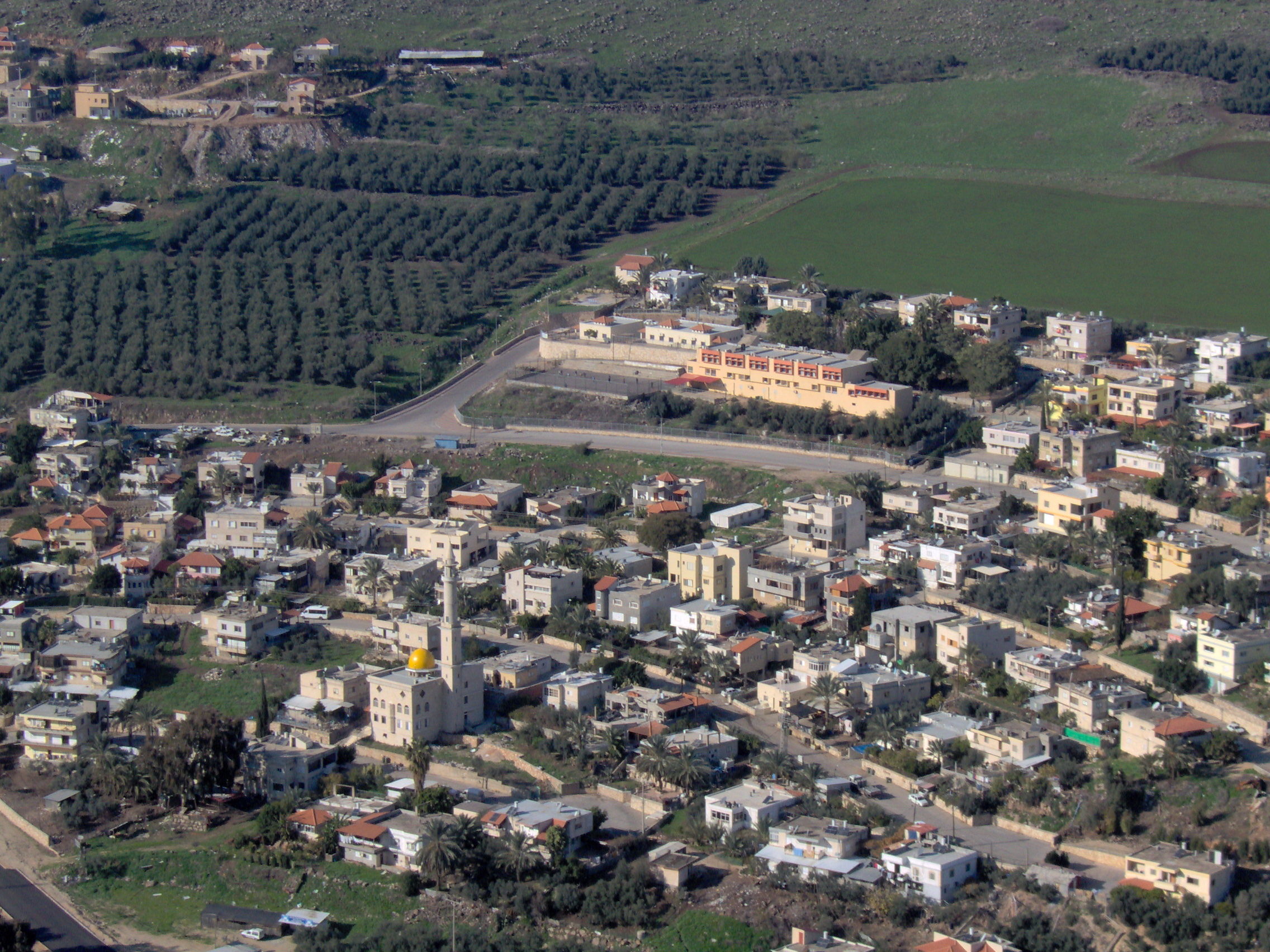
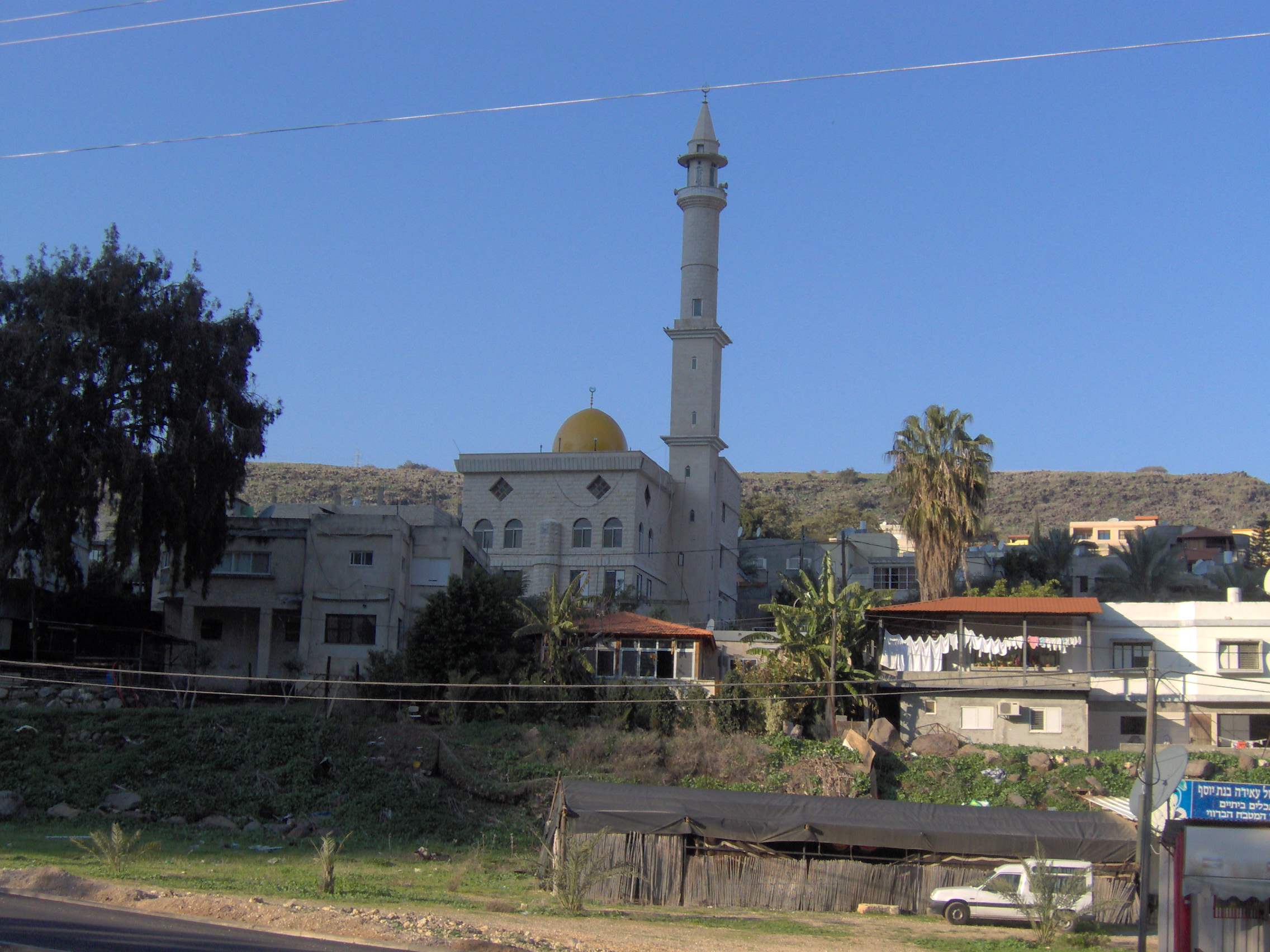

Hamaam · Roumana · Roumat al-Hayyib · Uzeir